# یوسو اوزکوئیدی
یوسو اوزکوئیدی (انگلیسی: Josu Ozkoidi؛ زادهٔ ۲۳ آوریل ۱۹۹۰) بازیکن فوتبال است.
از باشگاه‌هایی که در آن بازی کرده‌است می‌توان به باشگاه فوتبال سابادل اشاره کرد.